# Valentyna Ševčenková
Valentyna Ševčenková, ukrajinsky Валенти́на Євге́нівна Шевче́нко (* 2. října 1975, Černihiv) je ukrajinská běžkyně na lyžích. Patří k závodnicím, které slaví úspěchy v extrémních závodech jako jsou závod na norském Holmenkollenu, závěrečný závod do vrchu na Tour de Ski (Alpe Cermis), maratony či nejvýše položená trať Světového poháru v Davosu.

## Největší úspěchy
- Zimní olympijské hry 1998: 11. místo v běhu na 15 km, 14. místo v běhu na 30 km, 19. místo v běhu na 5 km a 20. místo v kombinaci
- Zimní olympijské hry 2002: 5. místo v běhu na 30 km, 12. místo v běhu na 10 km, 20. místo v kombinaci a 21. místo v běhu na 15 km
- Zimní olympijské hry 2006: 7. místo v běhu na 30 km, 14. místo v kombinaci, 21. místo v běhu na 15 km a 8. místo ve štafetě
- startovala na šesti Mistrovstvích světa v klasickém lyžování (1995, 1997, 1999, 2003, 2005 a 2007), jejími nejlepšími umístěními byly 6. místo v běhu na 5 km v Ramsau 1999, 6. místo v běhu na 10 km, 7. místo v běhu na 30 km a 9. místo v kombinaci ve Val di Fiemme 2003 a 8. místo v běhu na 10 km v Sapporu 2007
- Světový pohár v běhu na lyžích 2003/04:
  - celkové 3. místo
  - 1. místo v běhu na 10 km v Kuusamo (28.11.2003)
  - 1. místo v běhu na 10 km v Davos (13.12.2003)
  - 2. místo v marathonu na 70 km ve Val di Fiemme (25.1.2004)
  - 3. místo v běhu na 30 km v Oslo – Holmenkollen (8.2.2004)
- Světový pohár v běhu na lyžích 2006/07:
  - celkové 7. místo
  - Tour de Ski 2006/07 – celkové 3. místo, 3. místo v závěrečném stíhacím závodě do vrchu (Alpe Cermis)
- Světový pohár v běhu na lyžích 2007/08:
  - celkové 6. místo
  - 1. místo v běhu na 10 km v Canmore (25.1.2008)
  - 1. místo v běhu na 30 km v Oslo – Holmenkollen (8.3.2008)
  - Tour de Ski 2007/08 – celkové 4. místo, 1. místo v závěrečném stíhacím závodě do vrchu (Alpe Cermis)
- Světový pohár v běhu na lyžích 2008/09:
  - Tour de Ski 2008/09 – celkové 14. místo, 3. místo v závěrečném stíhacím závodě do vrchu (Alpe Cermis)

## Osobní život
Valentyna Ševčenková je policistka. Žije v Brovarech u Kyjeva. Je vdaná, má syna.